# Chippis
Chippis (hist. Zippis) – miejscowość i gmina (commune) w południowej Szwajcarii, w kantonie Valais, w okręgu (district) Sierre. Leży nad rzekami Navizence oraz Rodanem.

## Demografia
W Chippis mieszkają 1584 osoby. W 2021 roku 44,8% populacji gminy stanowiły osoby urodzone poza Szwajcarią. 